# Alex Saxon
Alex Saxon né le 10 septembre 1987 aux États-Unis, à Liberty dans le Missouri, est un acteur américain qui a joué dans Chapman. Puis en 2014 dans Finding Carter où il incarne le meilleur ami de Carter et le petit ami de Taylor, Max. Il interprète, depuis 2019, Ace dans la série Nancy Drew.

## Carrière
En 2013, Alex Saxon a joué un rôle récurrent dans The Fosters,  créé par Peter Paige et Bradley Bredeweg. Il a également joué le rôle récurrent de Max dans Finding Carter. Il n'a été initialement embauché que pour l'épisode pilote de la série, mais a été ramené de manière récurrente après que la scénariste Terri Minsky (en) ait été impressionné par sa première scène. Il a ensuite été informé par Minsky que son personnage devait être tué vers la fin de la première saison. Mais un mois plus tard, on lui a dit que la décision avait été annulée car Minsky et les dirigeants du réseau avaient trouvé que Max était si sympathique.
En mars 2019, Alex Saxon a été choisi comme Ace dans la série mystère de CW, Nancy Drew.

## Filmographie

### Films
- 2012 : The Olivia Experiment : Ace #2
- 2013 : Chapman : Paul Holt Jeune
- 2013 : The Advocates : Henry Bird jeune
- 2013 : Compound Fracture (en) : Brandon
- 2017 : Coin Heist : Jason

### Séries Télévisées
- 2011 :  Awkward : Un vampire (saison 1 épisode 11)
- 2013 - 2015 : Ray Donovan : Chloé  (saison 1 épisode 2 et saison 3 épisode 4)
- 2013 - 2018 : The Fosters : Wyatt
- 2014 : Finding Carter : Max
- 2015 : Scream : Killer Party (court-métrage) : Max
- 2015 : Mentalist : Gabriel Osbourne (saison 7 épisodes 11 et 12)
- 2017 : Shooter : Joey "Jo" Richards (saison 1 épisode 5)
- 2019 :  The Fix  : Gabriel Johnson
- 2019 - 2023 : Nancy Drew : Ace
- 2023 : High Desert : Ethan (saison 1, 3 épisodes)
- 2024 : Esprits criminels : Pete Bailey (saison 17, épisode 10)
- 2025 : The Righteous Gemstones : Thaddeus (saison 4, épisode 1)